# Davisov pokal 1974
Davisov pokal 1974 je bil triinšestdeseti teniški turnir Davisov pokal.

## Izidi

### Ameriški del

#### Severna in Srednja Amerika

##### Kvalifikacije
| Sodelujoče reprezentance | Sodelujoče reprezentance | Sodelujoče reprezentance | Sodelujoče reprezentance | Sodelujoče reprezentance |
| 20                       | Karibi                   | Kolumbija                | Mehika                   | Venezuela                |
| ------------------------ | ------------------------ | ------------------------ | ------------------------ | ------------------------ |

##### Glavni žreb
| Sodelujoče reprezentance | Sodelujoče reprezentance | Sodelujoče reprezentance |
| Kolumbija                | Mehika                   | 30                       |
| ------------------------ | ------------------------ | ------------------------ |

#### Južna Amerika

##### Kvalifikacije
| Sodelujoče reprezentance | Sodelujoče reprezentance | Sodelujoče reprezentance | Sodelujoče reprezentance |
| Brazilija                | Ekvador                  | Južna Afrika             | Urugvaj                  |
| ------------------------ | ------------------------ | ------------------------ | ------------------------ |

##### Glavni žreb
| Sodelujoče reprezentance | Sodelujoče reprezentance | Sodelujoče reprezentance |
| Argentina                | Čile                     | Južna Afrika             |
| ------------------------ | ------------------------ | ------------------------ |

#### Finale
| Bogotá, Kolumbija 10. maj - 12. maj 1974 |           |                                                        |     |     |     |     |     |  |
| \| \| \| \| 1 \| 2 \| 3 \| 4 \| 5 \| \| \| - \| \| ------------------------------------------------------ \| --- \| --- \| --- \| --- \| --- \| \| \| 1 \| \| Iván Molina Ray Moore \| 8 6 \| 3 6 \| 5 7 \| 4 6 \| \| \| \| 2 \| \| Jairo Velasco Bob Hewitt \| 1 6 \| 3 6 \| 2 6 \| \| \| \| \| 3 \| \| Iván Molina / Jairo Velasco Bob Hewitt / Frew McMillan \| 3 6 \| 0 6 \| 3 6 \| \| \| \| \| 4 \| \| Jairo Velasco Ray Moore \| 6 2 \| 4 6 \| 6 3 \| 7 9 \| 6 2 \| \| \| 5 \| \| Álvaro Betancur Byron Bertram \| 6 2 \| 4 6 \| 8 6 \| 8 6 \| \| \| |           |                                                        |     |     |     |     |     |  |
| |           |                                                        | 1   | 2   | 3   | 4   | 5   |  |
| 1 | Kolumbija | Iván Molina Ray Moore                                  | 8 6 | 3 6 | 5 7 | 4 6 |     |  |
| 2 | Kolumbija | Jairo Velasco Bob Hewitt                               | 1 6 | 3 6 | 2 6 |     |     |  |
| 3 | Kolumbija | Iván Molina / Jairo Velasco Bob Hewitt / Frew McMillan | 3 6 | 0 6 | 3 6 |     |     |  |
| 4 | Kolumbija | Jairo Velasco Ray Moore                                | 6 2 | 4 6 | 6 3 | 7 9 | 6 2 |  |
| 5 | Kolumbija | Álvaro Betancur Byron Bertram                          | 6 2 | 4 6 | 8 6 | 8 6 |     |  |

### Vzhodni del

#### Kvalifikacije
| Sodelujoče reprezentance | Sodelujoče reprezentance | Sodelujoče reprezentance | Sodelujoče reprezentance | Sodelujoče reprezentance |
| Tajvan                   | Hongkong                 | Japonska                 | Malezija                 | Pakistan                 |
| Filipini                 | Južna Koreja             | Vietnam                  | Šrilanka                 |                          |
| ------------------------ | ------------------------ | ------------------------ | ------------------------ | ------------------------ |

#### Glavni žreb
| Sodelujoče reprezentance | Sodelujoče reprezentance | Sodelujoče reprezentance |
| Avstralija               | Tajvan                   | Indija                   |
| Japonska                 | Pakistan                 | Filipini                 |
| ------------------------ | ------------------------ | ------------------------ |

#### Finale
| Calcutta, Indija 10. maj - 12. maj 1974 |                     |                                                               |       |       |       |       |     |  |
| \| \| \| \| 1 \| 2 \| 3 \| 4 \| 5 \| \| \| - \| \| ------------------------------------------------------------- \| ----- \| ----- \| ----- \| ----- \| --- \| \| \| 1 \| \| Jasjit Singh Bob Giltinan \| 11 9 \| 9 11 \| 12 10 \| 8 6 \| \| \| \| 2 \| \| Vijay Amritraj John Alexander \| 12 14 \| 15 17 \| 8 6 \| 2 6 \| \| \| \| 3 \| \| Anand Amritraj / Vijay Amritraj John Alexander / Colin Dibley \| 17 15 \| 6 8 \| 6 3 \| 16 18 \| 6 4 \| \| \| 4 \| \| Jasjit Singh John Alexander \| 6 8 \| 4 6 \| 3 6 \| \| \| \| \| 5 \| \| Vijay Amritraj Bob Giltinan \| 6 1 \| 5 7 \| 6 4 \| 6 4 \| \| \| |                     |                                                               |       |       |       |       |     |  |
| |                     |                                                               | 1     | 2     | 3     | 4     | 5   |  |
| 1 | Indija · Avstralija | Jasjit Singh Bob Giltinan                                     | 11 9  | 9 11  | 12 10 | 8 6   |     |  |
| 2 | Indija · Avstralija | Vijay Amritraj John Alexander                                 | 12 14 | 15 17 | 8 6   | 2 6   |     |  |
| 3 | Indija · Avstralija | Anand Amritraj / Vijay Amritraj John Alexander / Colin Dibley | 17 15 | 6 8   | 6 3   | 16 18 | 6 4 |  |
| 4 | Indija · Avstralija | Jasjit Singh John Alexander                                   | 6 8   | 4 6   | 3 6   |       |     |  |
| 5 | Indija · Avstralija | Vijay Amritraj Bob Giltinan                                   | 6 1   | 5 7   | 6 4   | 6 4   |     |  |

### Evropski del

#### Cona A

##### Predkvalifikacije
| Sodelujoče reprezentance | Sodelujoče reprezentance | Sodelujoče reprezentance | Sodelujoče reprezentance | Sodelujoče reprezentance |
| Egipt                    | Iran                     | Izrael                   | Maroko                   | Nigerija                 |
| ------------------------ | ------------------------ | ------------------------ | ------------------------ | ------------------------ |

##### Kvalifikacije
| Sodelujoče reprezentance | Sodelujoče reprezentance | Sodelujoče reprezentance | Sodelujoče reprezentance |
| Belgija                  | Bolgarija                | Danska                   | Egipt                    |
| Združeno kraljestvo      | Grčija                   | Iran                     | Monako                   |
| Norveška                 | Španija                  | Zvezna republika Nemčija | Jugoslavija              |
| ------------------------ | ------------------------ | ------------------------ | ------------------------ |

##### Glavni žreb
| Sodelujoče reprezentance | Sodelujoče reprezentance | Sodelujoče reprezentance |
| Češkoslovaška            | Egipt                    | Sovjetska zveza          |
| Španija                  | Zvezna republika Nemčija | Jugoslavija              |
| ------------------------ | ------------------------ | ------------------------ |

##### Finale
| Doneck, Sovjetska zveza 26. julij - 28. julij 1974 pesek |                                 |                                                                 |     |     |     |     |     |  |
| \| \| \| \| 1 \| 2 \| 3 \| 4 \| 5 \| \| \| - \| \| --------------------------------------------------------------- \| --- \| --- \| --- \| --- \| --- \| \| \| 1 \| \| Aleks Metreveli František Pala \| 6 2 \| 6 4 \| 3 6 \| 6 2 \| \| \| \| 2 \| \| Teimuraz Kakulia Jan Kodeš \| 4 6 \| 2 6 \| 3 6 \| \| \| \| \| 3 \| \| Vladimir Korotkov / Aleks Metreveli Jan Kodeš / Vladimir Zednik \| 4 6 \| 1 6 \| 3 6 \| \| \| \| \| 4 \| \| Aleks Metreveli Jan Kodeš \| 4 6 \| 6 3 \| 4 6 \| 6 3 \| 7 5 \| \| \| 5 \| \| Teimuraz Kakulia František Pala \| 6 3 \| 4 6 \| 6 4 \| 2 6 \| 6 4 \| \| |                                 |                                                                 |     |     |     |     |     |  |
| |                                 |                                                                 | 1   | 2   | 3   | 4   | 5   |  |
| 1 | Sovjetska zveza · Češkoslovaška | Aleks Metreveli František Pala                                  | 6 2 | 6 4 | 3 6 | 6 2 |     |  |
| 2 | Sovjetska zveza · Češkoslovaška | Teimuraz Kakulia Jan Kodeš                                      | 4 6 | 2 6 | 3 6 |     |     |  |
| 3 | Sovjetska zveza · Češkoslovaška | Vladimir Korotkov / Aleks Metreveli Jan Kodeš / Vladimir Zednik | 4 6 | 1 6 | 3 6 |     |     |  |
| 4 | Sovjetska zveza · Češkoslovaška | Aleks Metreveli Jan Kodeš                                       | 4 6 | 6 3 | 4 6 | 6 3 | 7 5 |  |
| 5 | Sovjetska zveza · Češkoslovaška | Teimuraz Kakulia František Pala                                 | 6 3 | 4 6 | 6 4 | 2 6 | 6 4 |  |

#### Cona B

##### Predkvalifikacije
| Sodelujoče reprezentance | Sodelujoče reprezentance | Sodelujoče reprezentance |
| Libanon                  | Luksemburg               | Turčija                  |
| ------------------------ | ------------------------ | ------------------------ |

##### Kvalifikacije
| Sodelujoče reprezentance | Sodelujoče reprezentance | Sodelujoče reprezentance | Sodelujoče reprezentance |
| Avstrija                 | Finska                   | Francija                 | Madžarska                |
| Irska                    | Nizozemska               | Nova Zelandija           | Poljska                  |
| Portugalska              | Švedska                  | Švica                    | Turčija                  |
| ------------------------ | ------------------------ | ------------------------ | ------------------------ |

##### Glavni žreb
| Sodelujoče reprezentance | Sodelujoče reprezentance | Sodelujoče reprezentance |
| Avstrija                 | Francija                 | Italija                  |
| Nizozemska               | Romunija                 | Švedska                  |
| ------------------------ | ------------------------ | ------------------------ |

##### Finale
| Mestre, Italija 2. avgust - 4. avgust 1974 pesek |         |                                                              |     |     |     |     |     |  |
| \| \| \| \| 1 \| 2 \| 3 \| 4 \| 5 \| \| \| - \| \| ------------------------------------------------------------ \| --- \| --- \| --- \| --- \| --- \| \| \| 1 \| \| Corrado Barazzutti Ilie Năstase \| 7 9 \| 0 6 \| 1 6 \| \| \| \| \| 2 \| \| Adriano Panatta Ion Ţiriac \| 6 1 \| 6 3 \| 6 2 \| \| \| \| \| 3 \| \| Paolo Bertolucci / Adriano Panatta Ilie Năstase / Ion Ţiriac \| 6 4 \| 8 6 \| 6 8 \| 4 6 \| 6 2 \| \| \| 4 \| \| Corrado Barazzutti Ion Ţiriac \| 6 3 \| 6 0 \| 6 0 \| \| \| \| \| 5 \| \| Adriano Panatta Ilie Năstase \| 0 6 \| 0 6 \| 5 7 \| \| \| \| |         |                                                              |     |     |     |     |     |  |
| |         |                                                              | 1   | 2   | 3   | 4   | 5   |  |
| 1 | Italija | Corrado Barazzutti Ilie Năstase                              | 7 9 | 0 6 | 1 6 |     |     |  |
| 2 | Italija | Adriano Panatta Ion Ţiriac                                   | 6 1 | 6 3 | 6 2 |     |     |  |
| 3 | Italija | Paolo Bertolucci / Adriano Panatta Ilie Năstase / Ion Ţiriac | 6 4 | 8 6 | 6 8 | 4 6 | 6 2 |  |
| 4 | Italija | Corrado Barazzutti Ion Ţiriac                                | 6 3 | 6 0 | 6 0 |     |     |  |
| 5 | Italija | Adriano Panatta Ilie Năstase                                 | 0 6 | 0 6 | 5 7 |     |     |  |

### Mednarodni del
|                            | Prvi krog 20. september-5. oktober | Prvi krog 20. september-5. oktober | Prvi krog 20. september-5. oktober |  |     | Finale       | Finale | Finale |  |  |
|                            |                                    |                                    |                                    |  |     |              |        |        |  |  |
|                            | Pune, Indija                       |                                    |                                    |  |     |              |        |        |  |  |
|                            | EAS                                | Indija                             | 3                                  |  |     |              |        |        |  |  |
|                            | EUR-A                              | Sovjetska zveza                    | 1                                  |  |     |              |        |        |  |  |
|                            |                                    |                                    |                                    |  |     | EAS          | Indija |        |  |  |
| Johannesburg, Južna Afrika | Johannesburg, Južna Afrika         | Johannesburg, Južna Afrika         | Johannesburg, Južna Afrika         |  | AME | Južna Afrika | b.b.   |        |  |  |
|                            | EUR-B                              | Italija                            | 1                                  |  |     |              |        |        |  |  |
|                            | AME                                | Južna Afrika                       | 4                                  |  |     |              |        |        |  |  |

#### Prvi krog
| Pune, Indija 20. september - 22. september 1974 |                          |                                                                     |       |      |       |     |     |                  |
| \| \| \| \| 1 \| 2 \| 3 \| 4 \| 5 \| \| \| - \| \| ------------------------------------------------------------------- \| ----- \| ---- \| ----- \| --- \| --- \| ---------------- \| \| 1 \| \| Vijay Amritraj Teimuraz Kakulia \| 4 6 \| 9 11 \| 3 6 \| \| \| \| \| 2 \| \| Anand Amritraj Aleks Metreveli \| 4 6 \| 7 9 \| 3 6 \| \| \| \| \| 3 \| \| Anand Amritraj / Vijay Amritraj Vladimir Korotkov / Aleks Metreveli \| 13 15 \| 7 5 \| 19 17 \| 6 3 \| \| \| \| 4 \| \| Anand Amritraj Teimuraz Kakulia \| 6 2 \| 8 10 \| 4 6 \| 6 3 \| 6 3 \| \| \| 5 \| \| Vijay Amritraj Aleks Metreveli \| \| \| \| \| \| ni bilo odigrano \| |                          |                                                                     |       |      |       |     |     |                  |
| |                          |                                                                     | 1     | 2    | 3     | 4   | 5   |                  |
| 1 | Indija · Sovjetska zveza | Vijay Amritraj Teimuraz Kakulia                                     | 4 6   | 9 11 | 3 6   |     |     |                  |
| 2 | Indija · Sovjetska zveza | Anand Amritraj Aleks Metreveli                                      | 4 6   | 7 9  | 3 6   |     |     |                  |
| 3 | Indija · Sovjetska zveza | Anand Amritraj / Vijay Amritraj Vladimir Korotkov / Aleks Metreveli | 13 15 | 7 5  | 19 17 | 6 3 |     |                  |
| 4 | Indija · Sovjetska zveza | Anand Amritraj Teimuraz Kakulia                                     | 6 2   | 8 10 | 4 6   | 6 3 | 6 3 |                  |
| 5 | Indija · Sovjetska zveza | Vijay Amritraj Aleks Metreveli                                      |       |      |       |     |     | ni bilo odigrano |

| Ellis Park, Johannesburg, South Africa 3. oktober - 5. oktober 1974 |         |                                                               |     |     |      |     |     |  |
| \| \| \| \| 1 \| 2 \| 3 \| 4 \| 5 \| \| \| - \| \| ------------------------------------------------------------- \| --- \| --- \| ---- \| --- \| --- \| \| \| 1 \| \| Bob Hewitt Antonio Zugarelli \| 4 6 \| 6 0 \| 9 7 \| 4 6 \| 6 1 \| \| \| 2 \| \| Ray Moore Adriano Panatta \| 4 6 \| 6 4 \| 6 3 \| 6 4 \| \| \| \| 3 \| \| Bob Hewitt / Frew McMillan Paulo Bertolucci / Adriano Panatta \| 7 5 \| 6 4 \| 10 8 \| \| \| \| \| 4 \| \| Ray Moore Antonio Zugarelli \| 6 3 \| 7 5 \| 6 3 \| \| \| \| \| 5 \| \| Bob Hewitt Adriano Panatta \| 3 6 \| 6 8 \| 2 6 \| \| \| \| |         |                                                               |     |     |      |     |     |  |
| |         |                                                               | 1   | 2   | 3    | 4   | 5   |  |
| 1 | Italija | Bob Hewitt Antonio Zugarelli                                  | 4 6 | 6 0 | 9 7  | 4 6 | 6 1 |  |
| 2 | Italija | Ray Moore Adriano Panatta                                     | 4 6 | 6 4 | 6 3  | 6 4 |     |  |
| 3 | Italija | Bob Hewitt / Frew McMillan Paulo Bertolucci / Adriano Panatta | 7 5 | 6 4 | 10 8 |     |     |  |
| 4 | Italija | Ray Moore Antonio Zugarelli                                   | 6 3 | 7 5 | 6 3  |     |     |  |
| 5 | Italija | Bob Hewitt Adriano Panatta                                    | 3 6 | 6 8 | 2 6  |     |     |  |

#### Finale
Indija ni želela igrati finala v Južni Afriki, zato je Južna Afrika zmagala b.b.